# سلالة ياغيلونيان
سلالة ياغيلونيان هي سلالة ملكية تأسست من قبل يوغيلا، دوق ليتوانيا الأكبر الذي تم تعميده في 1386 بعد زواجه من ملكة بولندا جادويغا دي أنجو، هذه السلالة حكمت العديد من البلدان في أوروبا الوسطى والشرقية بين القرنين 14 و16، بحيث أصبح أفرادها ملوك بولندا (1386-1572)؛ ودوقات ليتوانيا الكبار (1377-1392 و1440-1572)؛ وملوك المجر (1440-1444 و1490-1526)؛ وملوك بوهيميا (1471-1526).
حكمت الاتحاد الشخصي بين مملكة بولندا ودوقية ليتوانيا الكبرى (تحول في 1569 مع معاهدة لوبلين إلى الكومنولث البولندي الليتواني)؛ وكذلك حكمت أسرة ياغيلونيان لفترة وجيزة بولندا والمجر معاً (1440-1444)؛ وحكم أثنين الأخرين بوهيميا والمجر بين عامي 1490 حتى 1526 ثم استمرت السلالة عن طريق نسل الإناث مع وصول آل هابسبورغ إلى السلطة واستمرت كذلك حتى انهيار الملكية في 1918.

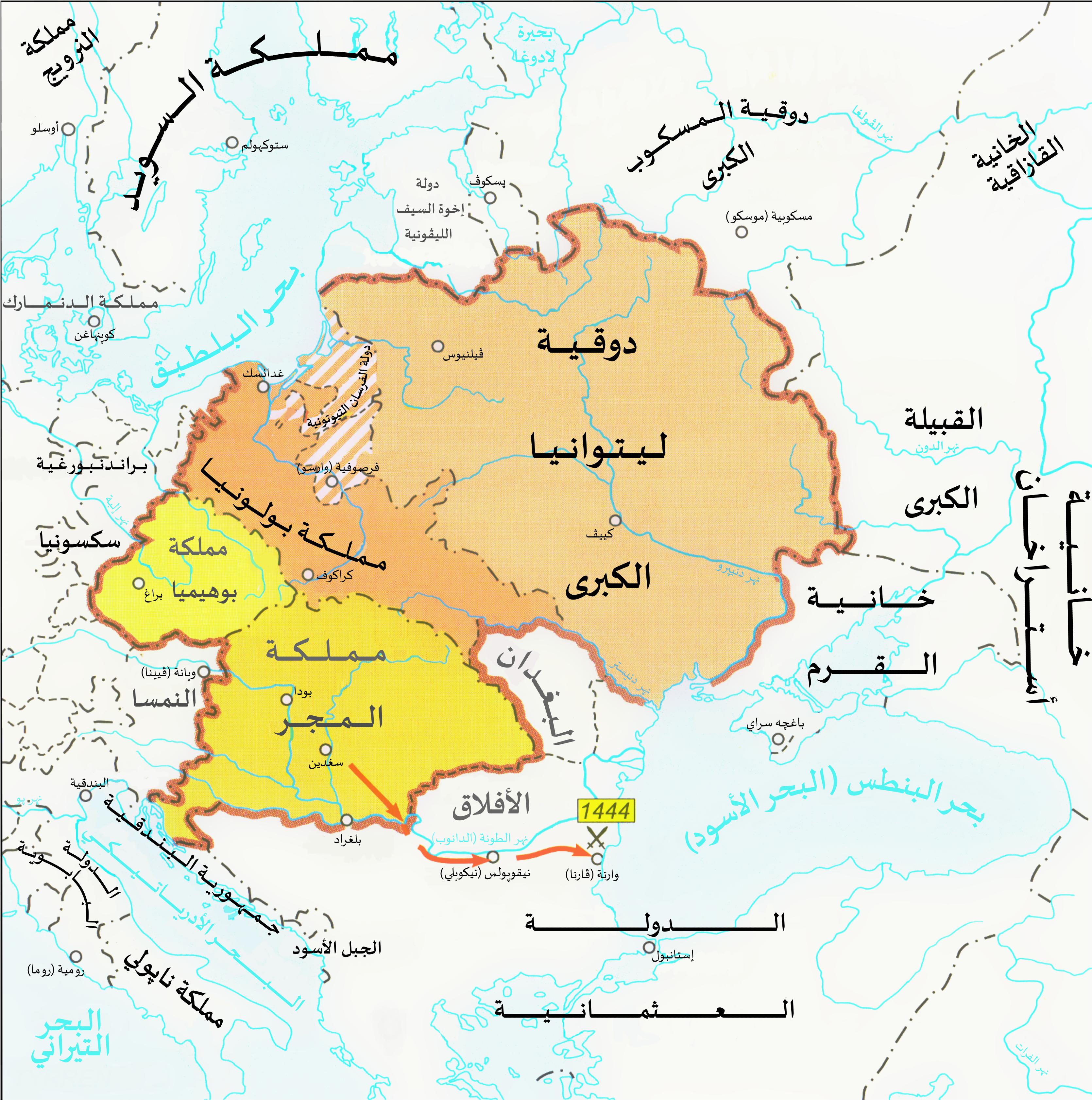
امتداد أراضي أسرة ياغيلونيان مع نهاية القرن الرابع عشر، من البلطيق إلى البحر الأسود وصولاً الأدرياتيكي.

## الخلفية وتأسيس
تأتي التسمية من يوغيلا الذي كان في ذاك الوقت دوق ليتوانيا الأكبر؛ (البولندية:Jagiellonowie؛ الليتوانية: Jogailaičiai؛ البيلاروسية:Яґайлавічы؛ المجرية:Jagelló؛ التشيكية:Jagellonci؛ وإما في اللاتينية:Jagello أو Jagellon).
فرع من أسرة بياست حكام بولندا السابقين (ح.962-1370) انقرضت بوفاة كازيمير الثالث العظيم، وفي حين غيديمينديس أسلاف ياغيلونيان من خط المباشر كانوا حكام ليتوانيا في العصور الوسطى بلقب دوق الأكبر بحيث كانت أراضيهم يسكنها الليتوانيين والروثينيون.
يعتبر يوغيلا، دوق ليتوانيا الأكبر كان حفيد غيديمين أول حاكم من أسرة ياغيلونيان وأيضا هو آخر حاكم وثني لليتوانيا، فمع تشكيل أتحاد كرافو تحول يوغيلا إلى المسيحية سمى نفسه بـ فلاديسلاف وتزوج من جادويغا دي أنجو ذي الحادية عشر عاماً (الابنة الصغرى لـ لاجوس الأول من المجر وبولندا)؛ وبهكذا أصبح ملك بولندا بالمناصفة حتى 1399 ثم الأوحد منذ 1399 حتى وفاته في 1434؛ وبذلك تأسست السلالة الملكية الثالثة في بولندا.

## مملكة بولندا

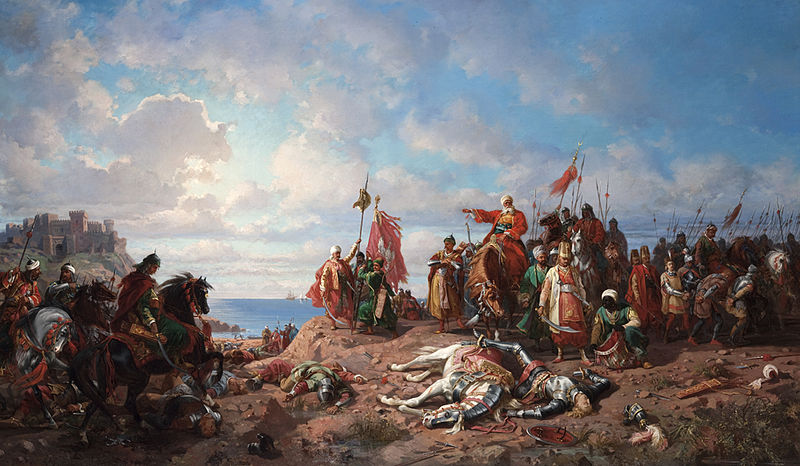
كانت حملة ڤارنا الصليبية عبارة عن سلسلة من الأحداث تمت في 1443م-1444م بين الصليبيين والإمبراطورية العثمانية، وبلغت ذروتها بخسارة مسيحية مدمرة في معركة ڤارنا، 10 نوفمبر 1444م. اللوحة تُمثِّل العُثمانيُّون بعد المعركة يتفقُّدون القتلى ويقتادون الأسرى، والملك «ڤلاديسلاڤ الثالث» مقتول مع حصانه، والسلطان مراد الثاني فوق حصانه.

تزوج يوغيلا من جادويغا في 1386 واتخذ اسم فلاديسلاف الثاني، وأصبحا ملوك بولندا حتى 1399 التي انتهت بوفاتها بدون إنجاب لأبناء؛ وبذلك أصبح فلاديسلاف الثاني الملك الأوحد لبولندا وتزوج من بعدها ثلاثة أخريات ولكن الوريث لم تنجبه إلا الأخيرة.
- فلاديسلاف الثاني (4 مارس 1386 - 1 يونيو 1434).
- فلاديسلاف الثالث (1434-1444).
- كازيمير الرابع (25 يونيو 1447- 7 يونيو 1492).
- يان الأول أولبرشت (7 يونيو 1492 - 17 يناير 1501).
- ألكسندر الأول (12 ديسمبر 1501 - 19 أغسطس 1506).
- زغمونت الأول القديم (8 ديسمبر 1506 - 1 أبريل 1548).
- زغمونت الثاني أوغست (1 أبريل 1548 - 7 يوليو 1572).
- آنا (15 ديسمبر 1575 - 18 سبتمبر 1587)؛ وهي متزوجة من ستيفن باتوري، أمير ترانسيلفانيا.

ومع وفاة زوجها تم انتخاب زغمونت الثالث فاسا ابن شقيقتها الصغرى كاثرين، وهو ابن ملك السويد.

## دوقية ليتوانيا الكبرى
أسرة ياغيلونيان هي فرع من أسرة غيديميندس، صعد يوغيلا إلى العرش الدوقية مع وفاة والده ألجرداس في 1377 واستمر في حكمها حتى 1392 بعد أن تلقى معارضة من أبناء عمومته تنازل عنها، سلالته لم تستطيع السيطرة عليها إلا في عام 1440 بعد انقراض الأصول؛ وفي 1569 دخلت ليتوانيا في اتحاد مع بولندا واستمرت كذلك حتى انهيار الكومنولوث في 1795 إلا أن الأسرة حكمتها حتى 1572 ثم من 1575 حتى 1587.
- يوغيلا (1377-1392).
- كازيمير (29 يونيو 1440- 7 يونيو 1492).
- ألكسندر الأول (7 يونيو 1492 - 19 أغسطس 1506).
- زغمونت الأول العجوز (8 ديسمبر 1506 - 1 أبريل 1548).
- زغمونت الثاني أوغست (1 أبريل 1548 - 7 يوليو 1572)؛ في عهده اتحدت مع بولندا.
- آنا (15 ديسمبر 1575 - 18 سبتمبر 1587) وهي متزوجة من ستيفن باتوري، أمير ترانسيلفانيا.

## مملكة المجر وبوهيميا

شعار درع سلالة ياغيلونيان.

في 1454 تزوج كازيمير الرابع من إليزابيث من المجر الابنة الثانية لـ ألبرخت الثاني ملك ألمانيا أنجبت له ثلاثة عشر ابناً ثلاثة منهم أصبحوا ملوك بولندا، في حين ابنهما البكر تنازل عن حقه في العرش البولندي وأصبح لاحقاً ملك بوهيميا والمجر؛ ولكن قبل ذلك أصبح عمه فلاديسلاف الثالث ملك بولندا لفترة وجيزة ملك المجر، وذلك لحماية المملكة من هجمات العثمانيين.
- فلاديسلاف الأول (1440-1444)؛ في المجر فقط.
- فلاديسلاف الثاني (1471-1516) في بوهيميا، (1490-1516) في المجر وكرواتيا.
- لايوش الثاني (1516-1526) في بوهيميا والمجر وكرواتيا.

مع وفاته في معركة موهاج في 1526 تم انتخاب صهره فرديناند الأول الذي كان متزوج من شقيقته الكبرى آنا من بوهيميا والمجر، وأيضا بمساعدة العثمانيين في المجر تم انتخاب يانوش زابوليا الذي كان هو الآخر متزوجاً من حفيدة إليزابيث من المجر إيزابيلا إلا أن نسله لم يعمر طويلاً.

## شجرة النسب
- يوغيلا «فلاديسلاف الثاني» (ح.1362-1434).
  - فلاديسلاف الثالث والأول، ملك بولندا والمجر (1424-1444).
  -  كازيمير الرابع ملك بولندا ودوق ليتوانيا الأكبر (1427-1492).
    - فلاديسلاف الثاني ملك بوهيميا والمجر (1456-1516).
      - لويس الثاني ملك المجر وبوهيميا (1506-1526).
      -  آنا (1503-1547) × فرديناند دي هابسبورغ، أرشيدوق النمسا (1503-1564).
        -  أسرة هابسبورغ.

    - يان الأول أولبرشت ملك بولندا (1459-1501).
    - ألكسندر الأول ملك بولندا ودوق ليتوانيا الأكبر (1461-1506).
    -  زغمونت الأول القديم ملك بولندا ودوق ليتوانيا الأكبر (1467-1548).
      - زغمونت الثاني أوغست ملك بولندا ودوق ليتوانيا الأكبر (1520-1572)
      - إيزابيلا (1519-1559) × يانوش الأول زابوليا ملك المجر (1491/90-1540).
        -  يانوش زيغسمونت ملك المجر (1540-1571).

      - آنا الأولى، ملكة بولندا ودوقة ليتوانيا الكبرى (1523-1596) × ستيفن باتوري (1533-1586).
      -  كاثرين (1526-1583) × يوهان الثالث فاسا ملك السويد (1537-1592).
        -  آل فاسا.

## معرض الصور

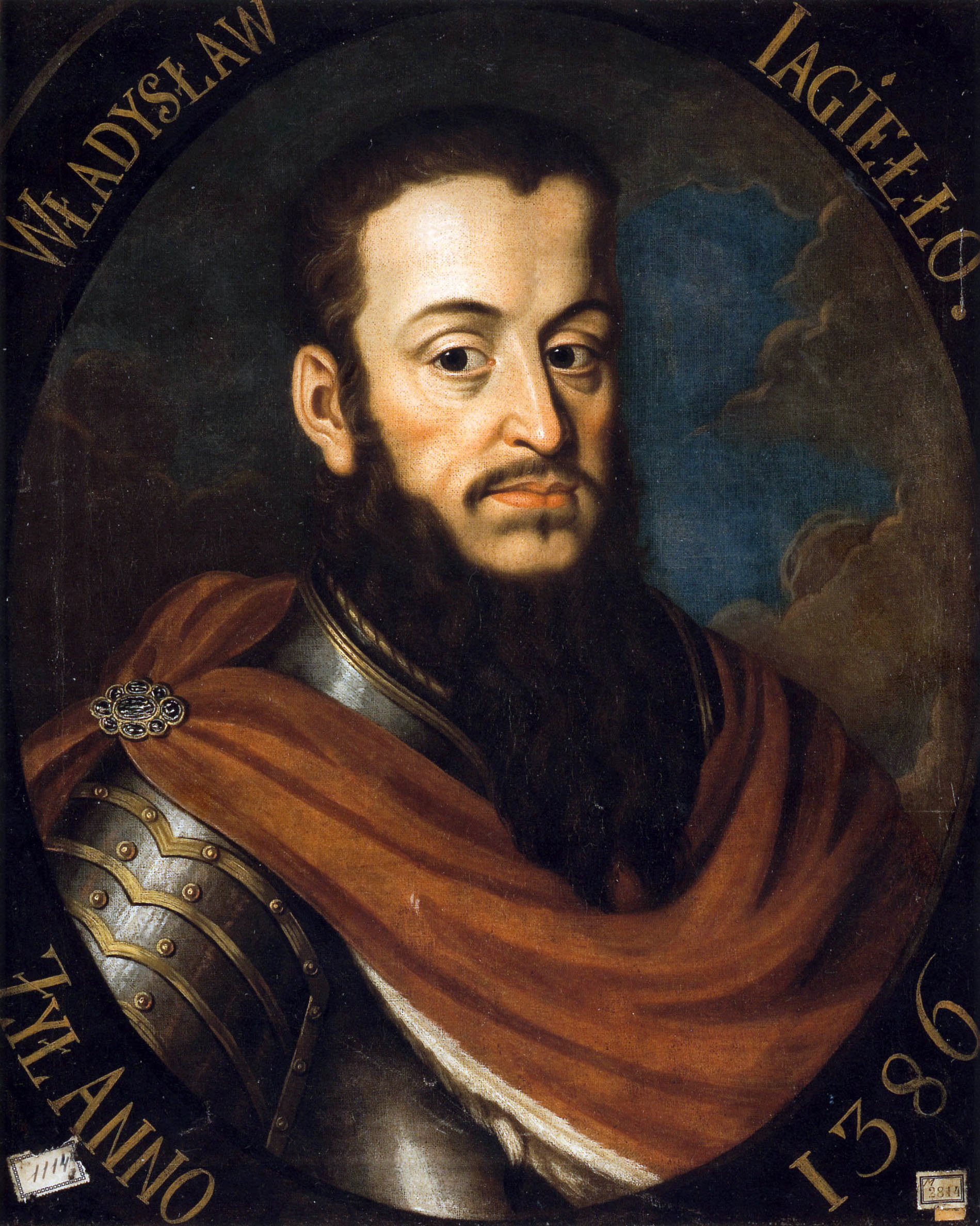
يوغيلا مؤسس العائلة
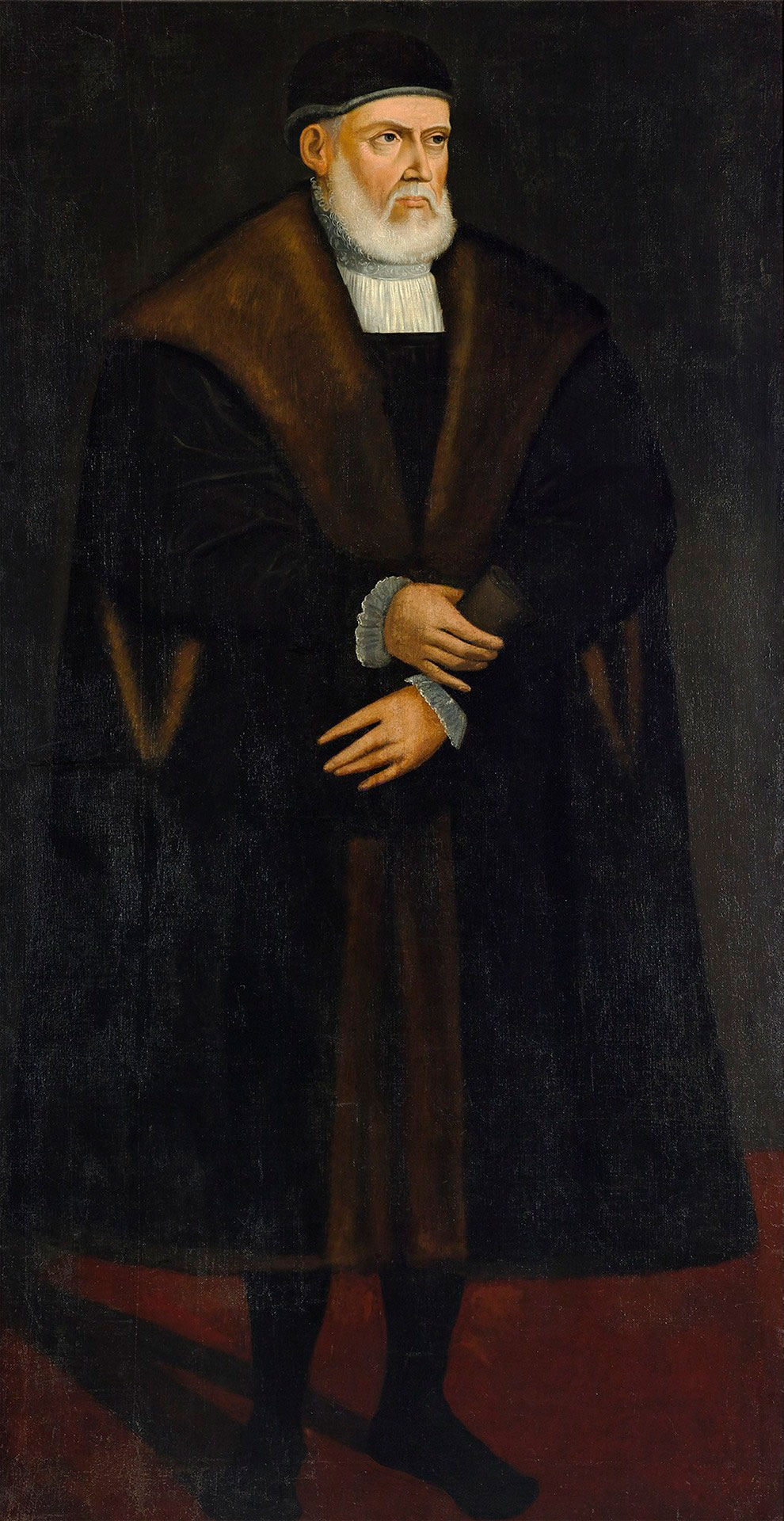
زغمونت الأول أحد ملوك بولندا في العصر الذهبي.
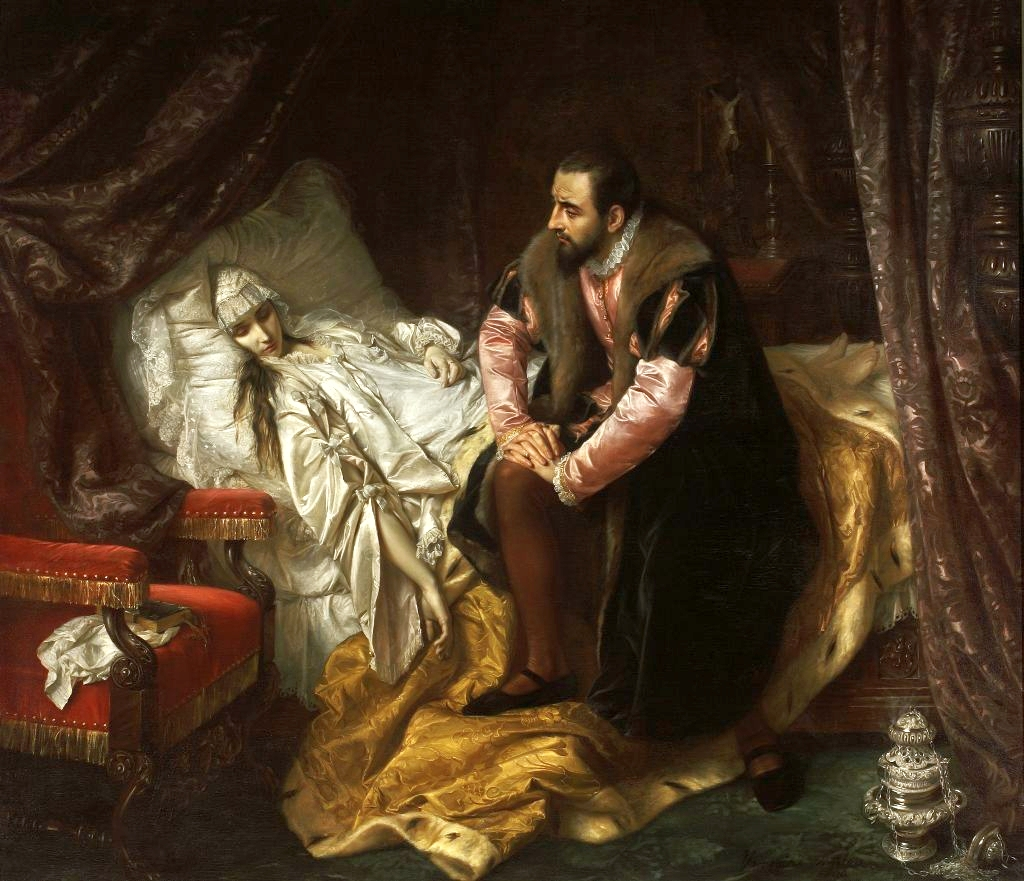
وفاة باربرا رادجيفي زوجة الثانية لـ زغمونت الثاني.
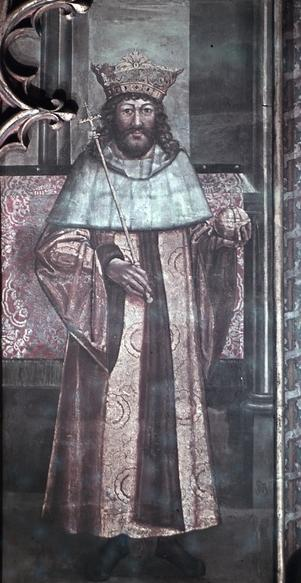
فلاديسلاف الثاني ملك المجر وبوهيميا.
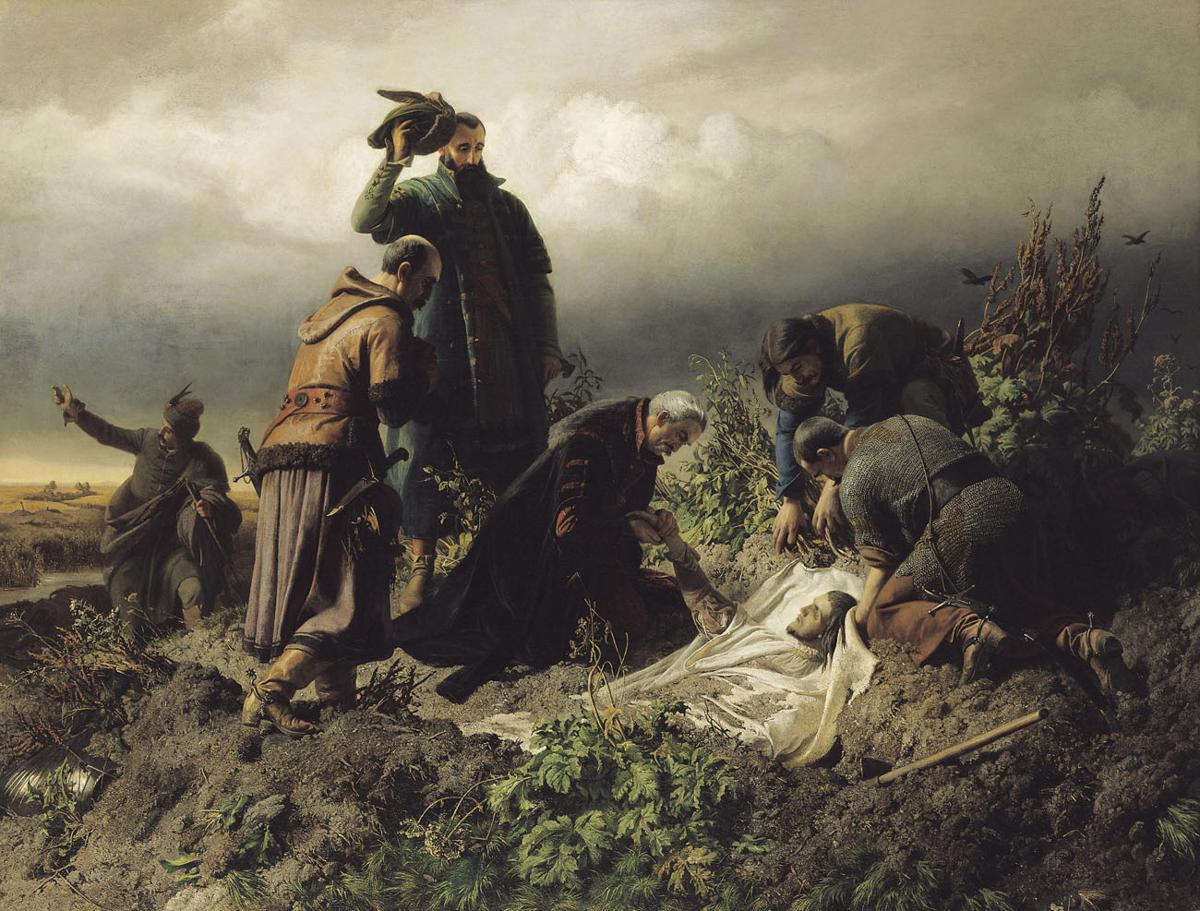
اكتشاف جثة لويس الثاني بعد معركة موهاج.
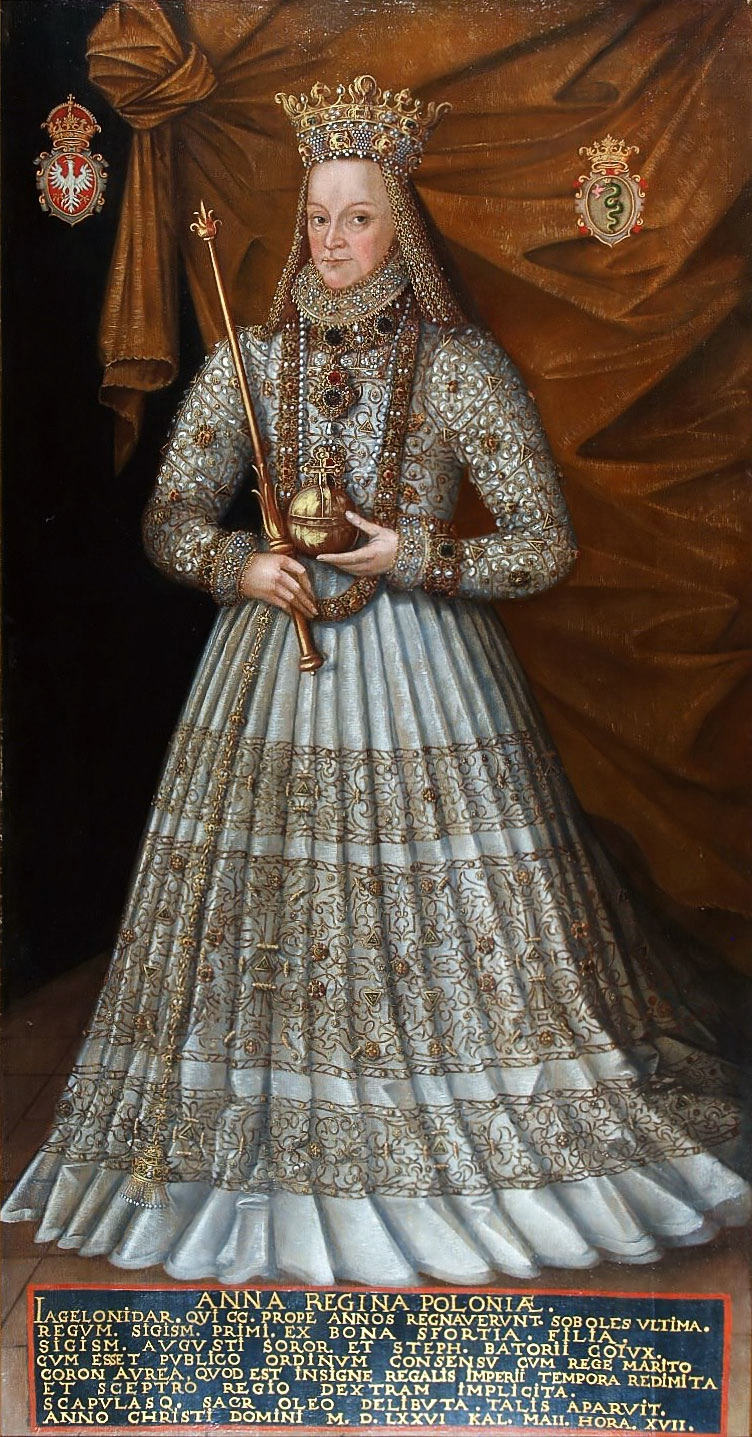
آنا الأولى أخر حكام أسرة ياغيلونيان في بولندا.

أسرة ياغيلونيان في بولندا

## وصلات خارجية
- صفحة سلالة ياغيلونيان (الموسوعة) (بالإنجليزية)
- صفحة سلالة ياغيلونيان (نيو وورلد) (بالإنجليزية)
- صفحة سلالة ياغيلونيان (القاموس الحر) (بالإنجليزية)